# サン・ピエトロ大聖堂
サン・ピエトロ大聖堂（サンピエトロだいせいどう、イタリア語：Basilica di San Pietro in Vaticano）は、バチカン市国南東端にあるカトリック教会の総本山。サン・ピエトロは「聖ペテロ」の意で、キリスト教の使徒聖ペテロのイタリア語であるサン・ピエトロに由来する。セントピーター寺院、聖ペテロ大聖堂などと表記されることもある。
カトリック教会の伝承によれば、サン・ピエトロ大聖堂はもともと使徒ペトロの墓所を祀る聖堂とされ、キリスト教の教会建築としては世界最大級の大きさを誇る。床面積2万3,000m2。北に隣接してローマ教皇の住むバチカン宮殿、バチカン美術館などがあり、国全体が『バチカン市国』としてユネスコの世界遺産（文化遺産）に登録されている。

## 概要
サン・ピエトロ大聖堂は世界最大級の教会堂建築である。創建は4世紀。創建当初は木造天井を架けるバシリカ式（長堂式）の教会堂であったが、16世紀には古びて痛みが激しかったため、教皇ユリウス二世によって再建計画が立てられた。バシリカ式に代わり、十字形プランの中心に大ドームを架けるブラマンテの案が採用され、1506年に着工された。ブラマンテの死（1514年）による工事の停滞の後、1546年に教皇ユリウス三世がミケランジェロに工事の遂行を命じた。ミケランジェロは、ブラマンテの案を基本としながら、中央のドームに焦点を絞った、より彫刻的でたくましい設計案を作成し、工事を再開した。ミケランジェロの死（1564年）後も複数の建築家が工事を引き継ぎ、ほぼ原案どおりに工事は完了した（1589年）。
現在の聖堂は2代目にあたり、1626年に完成したものである。高さ約120m、最大幅約156m、長さ211.5m、総面積は49,737m2。教会堂の前部には長径200m、短径165mの広場（サン・ピエトロ広場）が存在する。北側にはバチカン宮殿、南に教皇謁見所と宝物館が隣接する。
ルネサンス時代、バロック時代を通じ、ローマ教皇にふさわしい巨大教会堂として再建され、当時の第一級の芸術家たちがその造営に携わった。その巨大さ、荘厳さ、内部装飾の豪華さを含め、聖堂の中の聖堂と呼ぶにふさわしい威容を誇っている。
本来は、コンスタンティヌス1世により、聖ペテロのものとされる墓を参拝するための殉教者記念教会堂として建設されたものである。14世紀まで、ローマ司教（現在のローマ教皇）の司教座聖堂は、コンスタンティヌスのバシリカ（現在のサン・ジョバンニ・イン・ラテラノ大聖堂）であった。アヴィニョン捕囚によってラテラーノ宮殿が荒廃したため、1377年にローマに戻った教皇によって、ローマ教皇の座所となる。最初の教会堂が大聖堂ではなく、聖ペテロの墓地の巡礼を目的として設計されたため、本来は東側に向けて構築されるはずのアプスは西に向けられ、東側には入り口が設けられている。
サン・ピエトロ大聖堂のイタリア語名称は、Basilica di San Pietro in Vaticano（ヴァティカーノ丘陵にある聖ペテロのバシリカ）であるが、この教会堂をバシリカと呼ぶのは、ローマ建築から初期キリスト教建築に連なる伝統的なバシリカだから、というわけではない。現在のカトリック教会は、重要な教会堂や大聖堂にバシリカの語を充てているが、本来は、ローマ教皇によって宗教的特権を与えられた七つの教会堂を示すもので、サン・ピエトロ大聖堂はそのひとつであることを意味する。実際に、現在の聖堂は伝統的なバシリカ式の教会堂建築ではない。特権を与えられた７つのバシリカは、サン・ピエトロ大聖堂のほか、サンタ・マリア・マッジョーレ大聖堂、サン・ジョバンニ・イン・ラテラノ大聖堂、サン・パオロ・フオリ・レ・ムーラ大聖堂、サン・セバスティアーノ大聖堂、そしてサンタ・クローチェ・イン・ジェルザレンメ大聖堂で、かつては聖年に巡礼を行うと、贖宥されるとされた教会堂であった。

## 歴史

### 創建前
歴史学的には、ペテロがローマで殉教したとする確実な資料が存在していないので、建設地がほんとうにペテロの墓地だったかどうかについては古くから反論がある。ローマ教皇庁が1950年に行った声明に先立つ1939年からの発掘では、大聖堂地下において墓碑とトロフェウムと呼ばれる祭壇の柱が発見され、さらにネクロポリス（墓地）全容も判明した。しかし、これがペテロのものであるという確証はない。ただトロフェウムからは古くはアウグストゥス時代のコインも発見され、当時から崇拝の対象になっていた事が判明している。
現在は内部の一部も見学できるネクロポリスは、全体の長さ60mほどの通路の両側に、大小約20の家型墓所（マウソレウム）が並んでいる。ペテロの墓といわれている部分の上に「赤い壁」があり、そこにトロフェウムが築かれていた。この場所は「カンポP」と呼ばれている。ネクロポリスは現在の聖堂地下（グロッタ）の床下6m、現在の大聖堂の床からは10m下にある。「カンポP」の上にはコンフェッシオーネがあり、その奥には「赤い壁」を穿つ形で『バリウムの壁龕』が置かれている。この壁龕の真上が教皇の祭壇が位置する。これらは、ペテロの墓の位置を知らしめるための配置である。
なお、かつてここにはネロのキルクス（競技場）があり、伝説によれば64年に発生したローマ大火で罪を着せたキリスト教徒をここで見世物を兼ねた数々の残虐な刑に処したといい、伝承ではこの中にペテロもいたと伝わるため、しばしばペテロ殉教の地とされることもある。しかし、15世紀には、ペテロが逆さ十字に架けられたのは「黄金のヤニクルム」、つまりジャニコロの丘のモントリオ（サン・ピエトロ・イン・モントリオ教会のある場所）であるとされ、現在は、そこにドナト・ブラマンテの設計したテンピエットが建設されている。

### 聖堂の創建

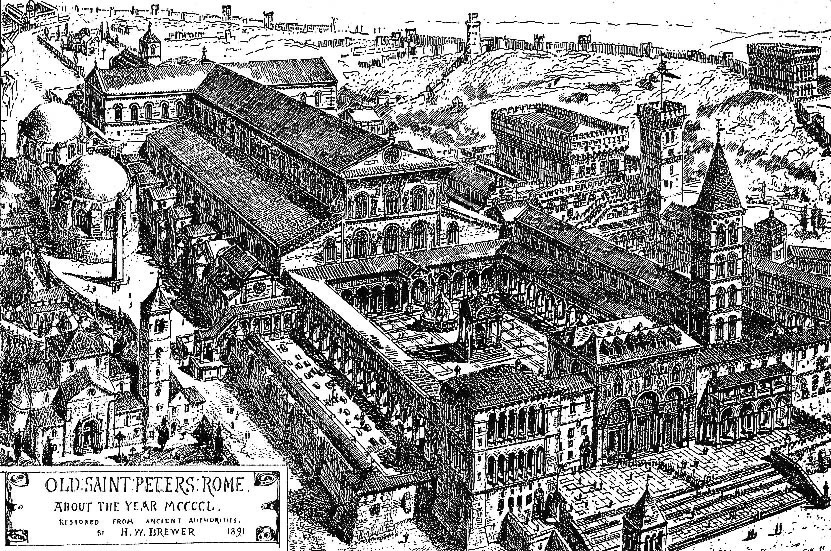
旧サン・ピエトロ大聖堂復元図

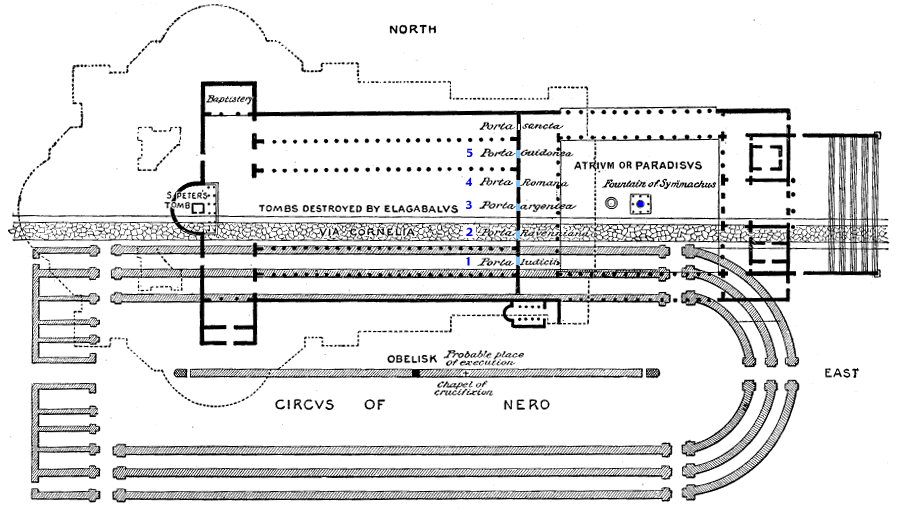
旧サン・ピエトロ大聖堂平面図とネロのチルクス、および現聖堂の平面

初代サン・ピエトロ大聖堂は、ローマ帝国の皇帝として初めてキリスト教を公認し、自らも帰依したコンスタンティヌス1世の指示で建設されたバシリカ式教会堂である。アウレリアヌス城壁の外、ヴァティカヌス丘陵に2世紀になって整備された異教徒用墓地区域にある、聖ペテロらのネクロポリスを覆うように計画された。これは、夢のお告げを受け十字架の旗を掲げミルウィウス橋の戦いに勝利した事から、その感謝の捧げ物（「エクス・ヴォート」）として、聖人の墓の上に建てられた6つの聖堂の1つである。
この工事には2つの問題があった。一つ目はローマ法が禁じていた墳墓の冒涜に反し、当時も使われていたと考えられるネクロポリスを埋めてしまうという点である。二つ目は墓所が傾斜地にあり、バシリカを建設するには10mもの高低差を整地しなければならない点であった。これらは皇帝の権威で推し進められた。
最初の大聖堂の形態は、313年頃に建設されたバシリカ・サルウァトロス、すなわち救世主大聖堂（現在のサン・ジョバンニ・イン・ラテラノ大聖堂）を原型とするもので、324年以前（恐らく319年から322年の間）に着工され、身廊は360年頃、アトリウムは390年頃、内部装飾は5世紀中期までには成。一列22本の列柱によって構成された5廊式バシリカは、アプシスを含めた最大長さ119m、身廊長さ90m、幅64mに達する巨大なもので、ヨーロッパ最大の教会堂であった。
ただし、この初代サン・ピエトロ大聖堂は司教座教会堂ではなく、アプス中央にあるペトロの墓所を聖地として多くの巡礼者を集めた殉教者記念教会堂、および巡礼教会堂であり、古代・中世の教皇の住まいは「首都と世界の本山にして首席教会堂」と称された救世主大聖堂に隣接するラテラノ宮殿であった。896年に、救世主大聖堂は聖ヨハネに献堂され、「首席教会堂」の尊称はサン・ピエトロ大聖堂に遷されることになった。
バシリカ式教会堂を舞台とする有名な出来事には、カール大帝の戴冠がある。教皇の座にレオ3世が就くと、799年に反発者らが襲撃をかけ、教皇はフランク王国へ逃げ込み大帝の保護を受けた。大帝は教皇をローマに護送し、代理人を立て裁判を開かせたが収まらず、ついに大帝本人がローマに入り事態を収拾した。この功績から大帝は冠を授かる事になり、クリスマスの日に祭壇の前で教皇が黄金の王冠を大帝の頭に載せた。現在のサン・ピエトロ大聖堂の身廊中央に斑石の円盤があるが、これは旧聖堂の祭壇前から移されたもので、カール大帝はこの石盤の上に跪いて載冠を受けたといわれる。
現在、この創建当時のサン・ピエトロ大聖堂は失われてしまったが、サン・パオロ・フオーリ・レ・ムーラ大聖堂は、旧サン・ピエトロ大聖堂とファサードや平面がよく似ており、当時の教会堂を偲ぶのに適している。
また、新聖堂が建設された16世紀に、聖職者のティベリオ・アルファラーノと公証人のジャコモ・グリマルディが残した平面図やデッサンおよび記録や、複数の画家による絵画からも旧聖堂がどのようなものだったか知る事ができる。

### ルネサンス期
最初にバシリカ式教会堂を建て替えようという構想を持ったのは教皇ニコラウス5世であった。1377年当時のローマの人口は17,000と推計され、衰退した都市に落ちぶれていた。サン・ピエトロ大聖堂も老朽化が激しく、側壁が外れ、屋根は今にも落ちそうであった。また、当時の眼からするといかにも古臭く、「粗野な時代に建てられたもの」という酷評も残っている。教皇とレオン・バッティスタ・アルベルティが立案したローマ復興の計画は、城壁や街の整備の他に、大聖堂の再建が挙げられた。しかしニコラウス5世の在位は8年で終わり、工事の中断とともに再着手はなかなか行われなかった。
現在見られる大聖堂の建設は、1499年に教皇アレクサンデル6世がサン・ピエトロ大聖堂の改築を思い立ち、1505年の秋頃に
教皇ユリウス2世によって改築の決定が行われたことによって始まる。当初は自らの墓碑を据える発想だったが、ジュリアーノ・ダ・サンガッロの新聖堂建設の提案を元に計画がどんどん膨らみ、全面的に建て替える壮大なものになった。
建築設計競技によってドナト・ブラマンテが主任建築家に任命され、1506年4月1日に起工式典、そして4月18日には基礎石の設置式典が行われている。ただし、これらの作業に伴う改築決定の勅令や、古い聖堂を壊す契約書といった公式書簡は全く残されていない。このためユリウス2世とブラマンテは、まだ使用に耐えうる旧聖堂破壊の公式な決定をあえて避けたとも考えられている。ただし、ユリウス2世は各地に宛てた書簡の端々で、旧バシリカが倒壊寸前であること、状況を打開するには思い切った行動が必要であることを説明している。
ブラマンテの計画案は、現在、フィレンツェのウフィッツィ美術館に納められているが、彼がこの大聖堂について決定した事項について知られているのはこの平面プランと、基礎石の下に埋め込まれ、「ペテロの神殿の再生」の文字と立面を刻印したカラドッソ作の記念メダルをおいてほかにない。これは、中央に大きなドームを持つギリシャ十字形の建物であり、四隅の塔や小さなドームなどを備えながらファサードを持たない構造だった。この設計の特色はルネサンス的な美学が反映している。建物は各部が回転対称にデザインされた集中的プランと呼ばれるもので、数学的調和を重視した結果である。ドームもまた同様に、宇宙を象徴する完全な半球が想定された。
オノフリウス・パンヴィニウスとセバスティアーノ・セルリオが、木造模型ですら未完だったと述べていることから、これ以上のことは、恐らく何も決まってはいなかったと推察されている。1506年の式典に際して、主ドームを支える柱の位置が決定されたが、当初のプランではドームを支えるには全く強度が足りなかったため、ブラマンテが存命中にも柱は増強され、のちに柱は太くされた。この事実によって推察されるのは、工事全体の規模が、当時の芸術家や職人の把握できる限界を越えていたということである。それでも、1510年1月16日にドームを支持する4つのアーチが完成し、1512年には内陣部分の構造が完成した。
しかしユリウス2世は1512年、ブラマンテは1514年にそれぞれ死去し、彼らが残したものは4本の柱とアーチだけであった。

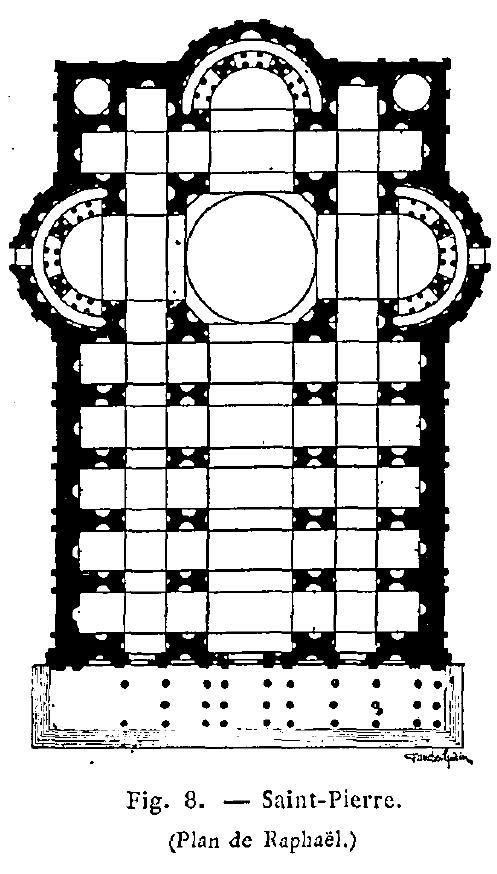
ラファエロのラテン十字形プラン。

次の教皇レオ10世はラファエロ・サンティを起用し、ジュリアーノ・ダ・サンガッロとフラ・ジョコンドを補佐につけた。しかしジュリアーノは間もなく死去し、甥のアントニオ・ダ・サンガッロ・イル・ジョヴァネが任を継いだ。彼らの補佐建築家（ソットアルキテットーレ）にはバルダッサーレ・ペルッツィが指名された。ラファエロは設計の変更に着手した。ひとつはレオ10世がバシリカの聖堂をすべて覆う大聖堂を望んだ事、またブラマンテの集中式プランはミサなどを行いにくい実用面での欠点が指摘された。ラファエロは身廊を備える古典的なラテン十字形プランを計画した。
しかし工事はほとんど進展しないまま1520年にラファエロが、翌年にはレオ10世が亡くなった。享楽主義のレオ10世は放蕩を重ね、財政の圧迫と政治的混乱そして宗教的離反を招いていた。彼に続くハドリアヌス6世は質実だが芸術を虚飾と嫌い、建設は止まったままになった。次の教皇クレメンス7世は芸術を理解する人文主義者であったが、マルティン・ルターの宗教改革の時代にカトリック教会は厳しい情勢下にあった。
さらに追い討ちをかけた出来事が、1527年5月のカール5世の軍隊によるローマ略奪（サッコ・ディ・ローマ）であった。大聖堂も被害を受け、ユリウス2世などの墓が暴かれ、貴重な古文書や文献が失われた。ペルッツィはスペイン人に捕えられ、画家と判ってようやく解放された。このような事件や財政不足から、大聖堂の建設はほとんど進まなかった。1532-1536年ローマを訪れたオランダ人画家マールテン・ファン・ヘームスケルクは、当時の大聖堂をスケッチしたが、それによると主ドームを支える柱と架けられた格間ヴォールト以外の主要構造部分はほとんど工事が進んでいないのがわかる。壮大ながら工事途上で残されたアーチと柱の上に、長らく放置されたために生えた雑草も描いた。
名家出身のパウルス3世が教皇になると、1536年頃からまた大聖堂の建設が再開された。しかし財政が好転したわけではなく、別な名目で得たスペインからの拠出金を流用したり、免罪符の許可などで賄った。さらには、石材をフォロ・ロマーノから切り出す事まで許可し、古代ローマの遺跡破壊をもたらした。
ラファエロが亡くなった1520年にカポマエストロ（主任建築家）を継いでいたサンガッロは、建築が活発になりだした1538年頃から8年間にわたり工事を統括した。彼は集中式ギリシア十字形プランとバシリカ的なラテン十字形プランの折衷的な案を提示した。これは、集中式プランの前面に凱旋門風のファサードをつけ、内部にもデアンブラトーリオ（周歩廊）を設けるなど複雑なものだった。彼は自分の案を元に7.3×6.0mの木製モデルを製作させたが、それから分かる計画は、2本の高い塔や細々した装飾に過剰なまでに凝ったものだった。この計画は当初から反対意見があったが、最終的に承認された。しかしながら、1546年に亡くなったサンガッロが残した業績は、この「指物細工の傑作」と言われる木製モデルと、大聖堂の床を3m高く変更し、後年に地下礼拝堂を建設できる余地を生んだ程度に終わった。

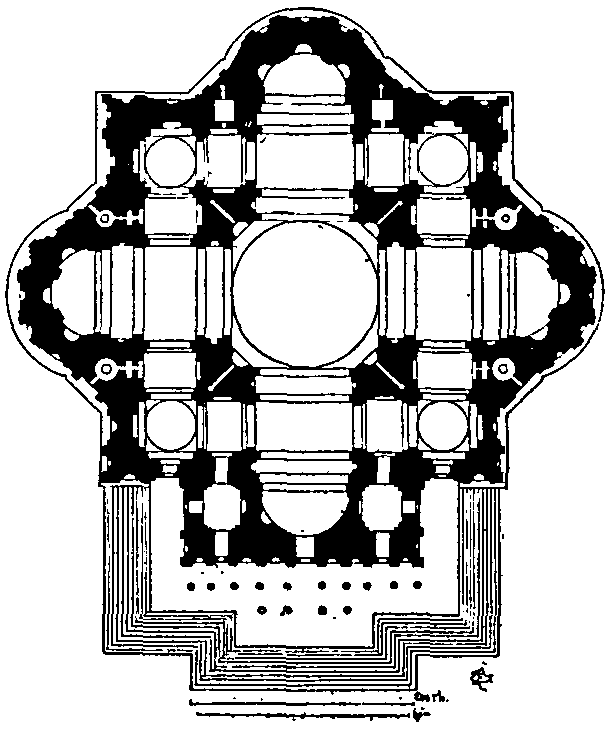
ミケランジェロの集中式プラン。

サンガッロの死後、後任にはジュリオ・ロマーノが選ばれたが直後に世を去り、ついにミケランジェロ・ブオナローティに白羽の矢が立った。このとき彼はすでに71歳と高齢で断ったが押し切られ、それからは超人的な能力でこの計画を押し進め、根本的な解決案を作成した。彼はまず、ラテン十字のプランをブラマンテの計画した集中式プランに改編し、
主ドームを支える柱の肉厚を増すとともに、
サンガッロのプランが採光に難を抱えていた点を指摘して出来上がっていた工事部分の2/3を破壊してまで建物の輪郭を縮小した。こうして彼は、工事の規模自体を縮小してコストを切り詰め、造営工事の進捗を促したのである。彼のプランと建築計画はサンガッロ派から激しい攻撃を受けたが、ミケランジェロは無給で晩年の17年間を大聖堂建築に捧げた。現在のサン・ピエトロ大聖堂は後の計画変更で追加されたファサードを除けば、基本的な部分はミケランジェロの手による。
造営工事は迅速に進められることになり、ミケランジェロの没年である1564年に、工事はドーム下部構造のドラムにまで到達した。
以後の工事はピッロ・リゴーリオを経てジャコモ・バロッツィ・ダ・ヴィニョーラが主任建築家になり引き継がれた。彼は主に四隅の礼拝堂建設を担った。ただこの頃はレパントの海戦などトルコとの争いに向けた支出があり、工事はあまり進まなかった。

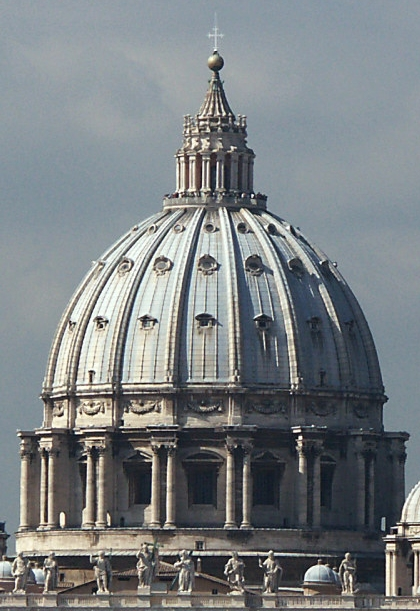
ドーム

大聖堂建設は16世紀末から活況を呈した。これはグレゴリウス13世からシクストゥス5世の頃にローマ全体で積極的な都市計画と建築が行われ、その一環として大聖堂へも力が注がれたためである。主任建築家にはジャコモ・デッラ・ポルタが指名され、都市計画で手腕を発揮したドメニコ・フォンターナが協力することになった。今日残っているブラマンテのプランでは、ドームは完全な半球であったが、工事を引き継いだフォンターナとデッラ・ポルタは、
静止力学的な解法から
尖頭型ドームを採用した。ミケランジェロが外殻を半球か紡錘か決めかねていた事を伺わせる資料が残っているため、この手直しがデッラ・ポルタらの独創かミケランジェロの影響があるかは明瞭ではない。しかしともかく、ドームは1588年から1590年にかけて昼夜を問わず工事が進められて架けられ、頂塔（ランタン）は1593年に完成した。ドームの内側はモザイク装飾へ変更され、1598年に着工、1612年に完成した。

### バロック期
16世紀末から17世紀初頭、大聖堂の改築において大聖堂の正面に残っていた旧聖堂の東側部分をどうするかという問題が起こっていた。反宗教改革の流れから保守的な意見が強まったことに加え、初期キリスト教時代のカタコンペが数多く発掘されたことなど考古学的関心が高まる中、由緒ある旧聖堂を残すべきという主張が影響力を持っていた。教皇クレメンス8世は聖堂の内装工事などに積極的だったが、この問題に結論を下せなかった。
しかし旧バシリカの老朽化はひどく、1605年ついにパウルス5世によって旧聖堂の取壊しが決断された。1606年には大聖堂の最終的な建築計画が8人の建築家によるコンペティションで競われたが、その過程でミケランジェロが理想と考えた集中式プランに対する欠点の指摘が相次ぎ、ミサを遂行したり儀式を補佐する空間が用意されていない点が問題視された。これらの検討の結果、カルロ・マデルノに旧聖堂の解体とミケランジェロのプランを変更する命が下った。
マデルノは、ミケランジェロのプランに基づき既に出来上がっていた聖堂本体部分に、違和感を生じさせないよう延長させ身廊を設けた。ここには礼拝堂や聖具室など実用的な空間も付け加えた。さらに、列柱だけのファザードも変更し、通廊式のポルティコ（玄関廊）とした。この2階部分からは教皇が祝福を与える場（ロッジア）として想定された。1607年にプランを具体化した木製モデルが承認されると、1608年から工事が始まり、1612年に完成した。
身廊ヴォールト架構は1614 年末に完成、翌年には新旧聖堂を分けていた壁が取り払われ、4月12日に新しい聖堂へ立ち入ることができるようになった。しかし、最終的な献堂式はウルバヌス8世によって1626年に行われている。マデルノによる計画は、初期キリスト教建築に遡る伝統的なバシリカではなく、レオン・バッティスタ・アルベルティが設計したマントヴァのサンタンドレーア聖堂と同じ、両側に小礼拝室を備えた単廊式教会堂に近いものである。予定では、正面ファサードの両側には塔が建設されるはずであったが、現在では下部構造（ファサードの一部と化している）のみに止まっている。
内陣の青銅製大天蓋（バルダッキーノ）は、ウルバヌス8世の命を受けたジャン・ロレンツォ・ベルニーニが設計・制作した。これは1624年に着手され、1633年に完成した。バルダッキーノのねじれ柱は、旧サン・ピエトロ大聖堂のパーゴラに使われていた初期キリスト教時代の円柱を再現したもので、巨大な大聖堂の中心部に視線を集中させる効果を持つ。またベルニーニは、聖堂中心の4つの柱に、4つの聖遺物（ロンギヌスの槍の穂、聖女ヘレナの聖十字架の断片、聖ヴェロニカの布、聖アンデレの頭部）を安置する祭壇を設け、その下に縁の人物像を配した。
ベルニーニに与えられた次の仕事はマテルノが設計したファサードの鐘塔だった。既に基礎のベイは造られていたが、実は地盤の弱さが指摘され中止されていたものだった。ベルニーニは円柱を多用した設計案を元に1638年から工事を開始し、1641年には左側の塔2層目までを完成させた。ところが、塔とファサードに亀裂が発見され、すぐさま撤去された。ライバルのフランチェスコ・ボッロミーニから激しい非難を受けたベルニーニは修正案も否決された。。

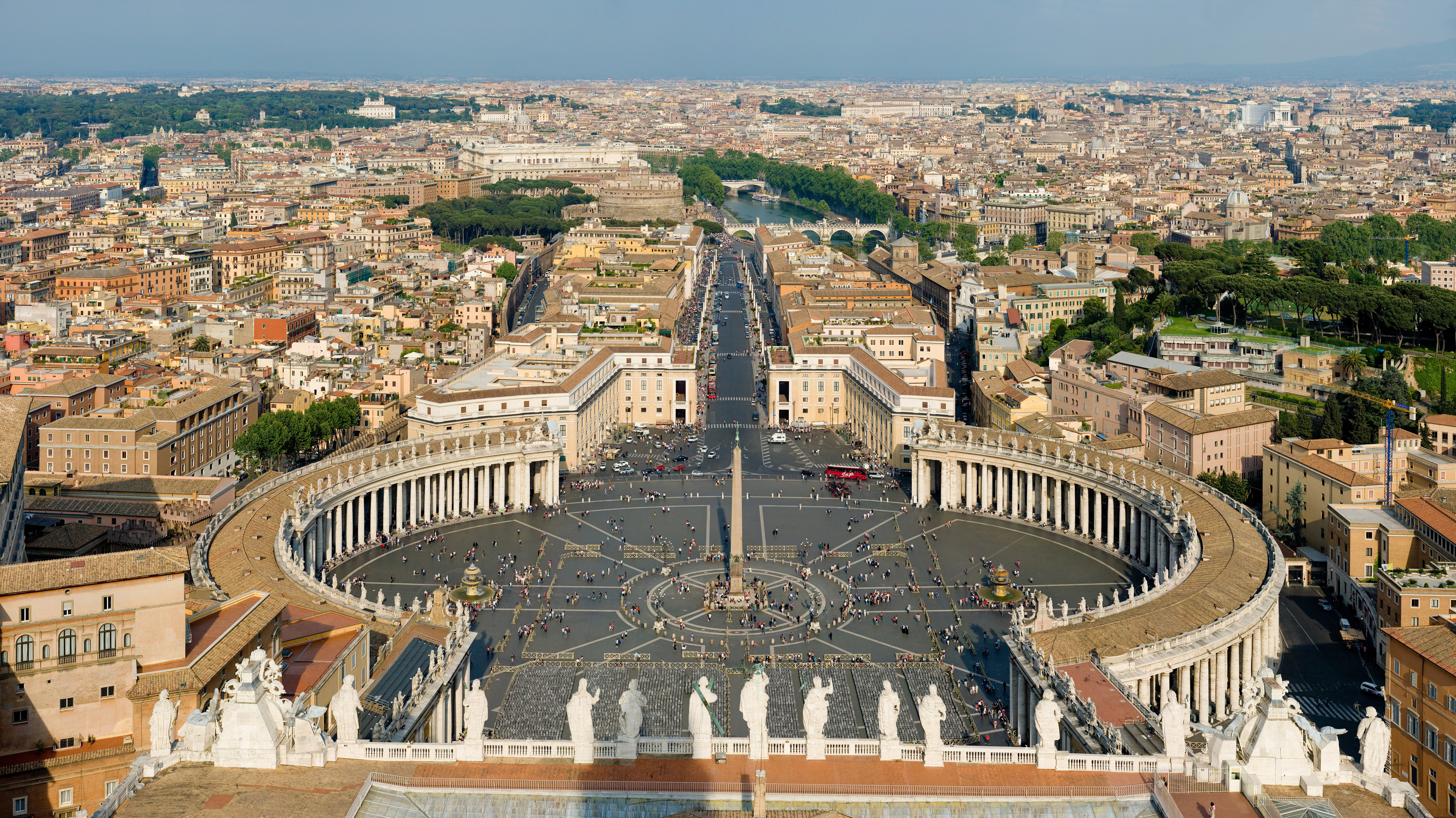
ドームから見た広場

ファサードの最終的なプロポーション、すなわち列柱廊を持つ楕円形広場もベルニーニの手によるものである。鐘塔の失敗とウルバヌス8世の死後は干されてしまっていたベルニーニであったが、取り組んだ数少ない仕事のひとつウルバヌス8世墓碑の出来栄えを時の教皇インノケンティウス10世が認め、次代のアレクサンデル7世はベルニーニ起用を決めた。
最初の計画案は1656年の夏に作成された。ベルニーニが考案した計画は、現在のルスティクッチ広場に向けて収束するような台形の広場であったが、これはすぐに却下されたため、彼は円形の広場を構築する方向で計画を練り直した。最終的にレッタ（台形）とオブリクァ（楕円形）の広場を建設する案が決定され、1657年3月17日、法王にその計画が提出された。
ベルニーニ自身が、この広場を「信者を迎えるために、あたかも母が両腕を差し出しているかのように見せるコロネード（柱廊）を備えていなくてはならない」と評しているように、サン・ピエトロの広場は、広場としての境界は明瞭であるが、コロネードによって外部に対しても開かれている格好になっており、信者をゆるやかに抱擁するものになっている。また、マデルノによるファサードは、両側に鐘楼が建設されることを意図して、高さに対し幅の広い、やや鈍重な形状になっていたが、ベルニーニは、オブリクァ広場に接続するレッタ広場の開口部をファサードよりも狭くし、大聖堂側に向けてコロネードを低くすることによって、大聖堂の高さを強調するような視覚効果を与えた。4列のドリス式円柱と140体の聖人像で飾られたコロネードは、1667年に完成したが、ベルニーニの考えでは、玄関にあたる部分に第三のコロネードと、大聖堂のファサードから離れた位置の両側に鐘楼を建設する予定であった。しかし、これはアレクサンデル7世が1667年に他界したため頓挫し、計画のみに終わっている。
広場と並行して、ベルニーニは聖堂内に司教座の後陣（アプス）を備える装飾にも取り組んだ。彼は、旧聖堂に伝わる聖ペテロが使ったという木製の椅子（カテドラ・ペトリ、後の科学分析で否定された）を後陣に据え、これを4人の教会博士が支える構図の彫刻を中心に装飾する計画を立て、教皇がペテロの正当な後継者だと権威づけようと考えた。これは10年の期間を要して1666年に完成した。ベルニーニは1680年に亡くなった。この時には、サン・ピエトロ大聖堂は現在見せる形にほぼ仕上がっていた。建物建築に120年、周辺整備や装飾にさらに50年が費やされた。
フォンターナとデッラ・ポルタは、鉄製のテンション・リングを埋め込んでドームを補強していたが、18世紀になると、このドームに亀裂が発見され、倒壊するのではないかとの噂がたった。この亀裂は専門家によって危険がないと判断されたが、1734年から1744年にかけて、ルイジ・ヴァンヴィテッリによってさらに5本の鉄製テンション・リングが埋め込まれている。

## 大聖堂の装飾

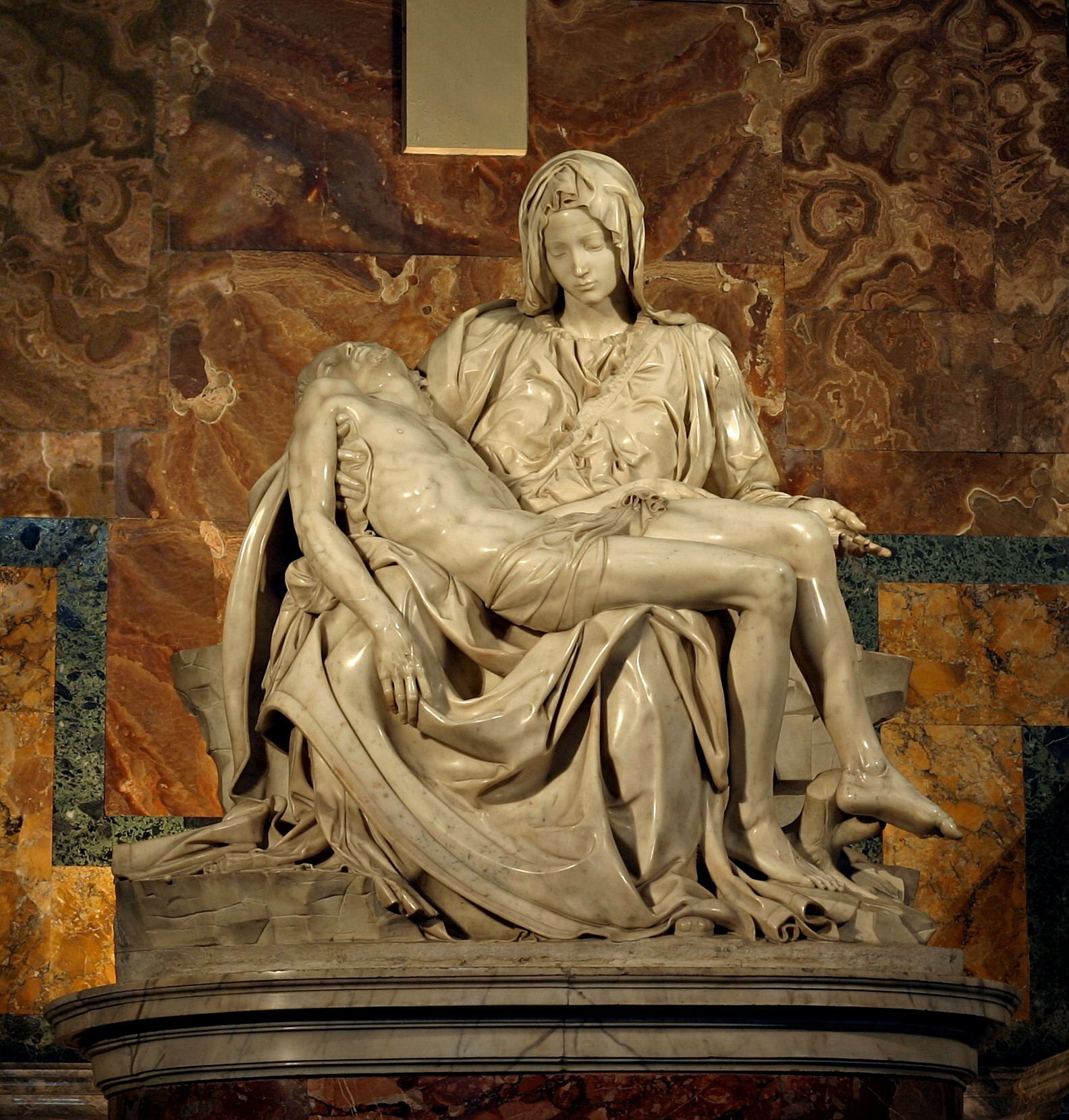
ミケランジェロのピエタ

サン・ピエトロ大聖堂を含むイタリアを訪れた観光客がかかる「スタンダール症候群」という病気を、1979年にフィレンツェの精神科医師ガジエッラ・マゲリーニが指摘した。これは、膨大な芸術作品群をできる限り多く見て回ろうとする強迫観念が、観光を楽しむ余裕を奪い、頭痛などの症状を発するものである。1975年にガラッシ・パルッツィが著した本によると、大聖堂の美術品はトラヴェルティーノ像165体、ストゥッコ像125体、大理石彫像が110体、ブロンズ像40体があると記されており、そのひとつひとつが大作揃いである。祭壇画はほとんどがモザイクの複製画に取り換えられているが、これも膨大な数になる。聖堂内にある歴代教皇の墓は147基あり、多くは地下礼拝堂にあるが堂内でもたくさんの墓碑を見ることができる。

### サン・ピエトロ広場
広場は楕円形と台形が組み合わさったコロネードに囲まれ、中央には高さ25.5mのオベリスクがある。このオベリスクはカリグラ帝の戦車競技場にあったもので、旧パジリカ時代には大聖堂の横に立っていたが、1686年に現在の場所へ移された。。コロネードの湾曲部分は「楕円」と言われるが、実際はそれぞれの中心がもう一方の円周上にある2つの正円である。

### ファサード

ファザード

ファサードは2階構造で、8本の円柱、6本の半角柱、4本の角柱が支える。屋上にはそれぞれ5.7m高の聖人像13体が飾られ、その下になる2階部分には5つのバルコニーがある。その中央は教皇が祝福を行う専用のロッジャとなっている。

### ポルティコ
ポルティコ（玄関廊）から聖堂内に入る扉は5つあり、右から『聖なる扉（ポルタ・サンタ）』（ポッロミーニ設計）、『秘蹟の扉』（ヴェンルツィオ・クロチェッティ）、『中央の扉』（アントニオ・フィラレーテ、旧聖堂から移設）、『善と悪の扉』（ルチアーノ・ミングッツィ）、『死の扉』（ジャコモ・マンズー、1964年）である。中央扉上部にはベルニーニら作の浮彫『私の羊を飼え』（1646年）がある。反対のファサード側にあるモザイク画『小舟（ナヴィチェッラ）』（ジョット、1298年）は、旧聖堂の前庭にあったものだが、のちに修復を受けた際に大きく改変された。
ポルティコの右側にはヴァチカン宮殿へ繋がる階段（スカラ・レージャ）の踊り場にはベルニーニ作の『コンスタンティヌス帝の騎馬像』（1669年）があり、反対の左側には『カール大帝の騎馬像』（コルナッキーニ、1730-1735年）がある。

### 身廊
身廊に入って右手前に通称「ピエタ礼拝堂」がある。正式にはクロチフィッソ（磔刑像）礼拝堂というが、ミケランジェロの『ピエタ像』が安置されたことからこう呼ばれる。旧聖堂から移されたピエタ像は新聖堂内で場所を何度も変えられたが、1749年にこの場所に落ち着いた。1972年にはトルコ人の精神病者がハンマーを打ち付ける事件が起き、それ以来防弾ガラスが据えられている。次にはサン・セバスティアーノ礼拝堂があり、モザイク画『聖セバスティアヌスの殉教』（ドメニキーノ）がある。この右壁には『教皇ピウス11世の墓碑』、左壁には『教皇ピウス12世の墓碑』がある。次にあるサクラメント（聖体）礼拝堂は元々聖具室だった。ボッロミーニによる特徴的な鉄柵の中に、神殿形式の『チポーリオと天使』はベルニーニ作。背後には聖堂内唯一の油彩画『聖三位一体』（ピエトロ・ダ・コルトーナ）があり、右壁にはモザイク画『聖フランチェスコの法悦』（ドメニキーノ）、天井にはスコット装飾（カゾラーノとダーリアと伝わる）がある。
身廊に入って右手前に洗礼礼拝堂があり、据えられたブロンズ製の洗礼盤はカルロ・フォンターナがデザインした。祭壇にはモザイク画が、中央に『キリストの洗礼』（原画カルロ・マラッタ）、右には『聖ブロケッススと聖マルティニアヌスに洗礼を授ける聖ペテロ』（原画パッセリ）、左には『ケントゥリオン・コルネリウスに洗礼を授ける聖ペテロ』（原画プロカッツーニ）がある。次の礼拝堂へ繋がる部分には、『マリア・クレメンティナ・ソビエスカの墓碑』（彫刻ピエトロ・ブラッチ）の墓碑、その向かいには彼女が嫁いだ『スチュアート家の人々の墓碑』（アントニオ・カノーヴァ）がある。次の礼拝堂はプレゼンタツィオーネ（宮参り）礼拝堂を呼ばれ、『ヨハンネス13世の浮彫モニュメント』（エミリオ・グレコ）、『教皇ベネディクトス15世のモニュメント』（ピエトロ・カノニカ）があり、祭壇には教皇ピウス10世の遺体が安置され、モザイク画『マリアの宮参り』（下絵ロマネッリ）がある。奥への接続部には、墓碑としては唯一旧聖堂から移された『教皇インノケンティウス8世の墓碑』があるが、古いスケッチからの類推では当初と左右を逆転して据えられている。この奥には参事会員のためのコーロ礼拝堂があり、ジャコモ・デッラ・ポルタ設計、ジャン・バッティスタ・リッチ制作と伝わるストゥッコ装飾が飾る。
その他

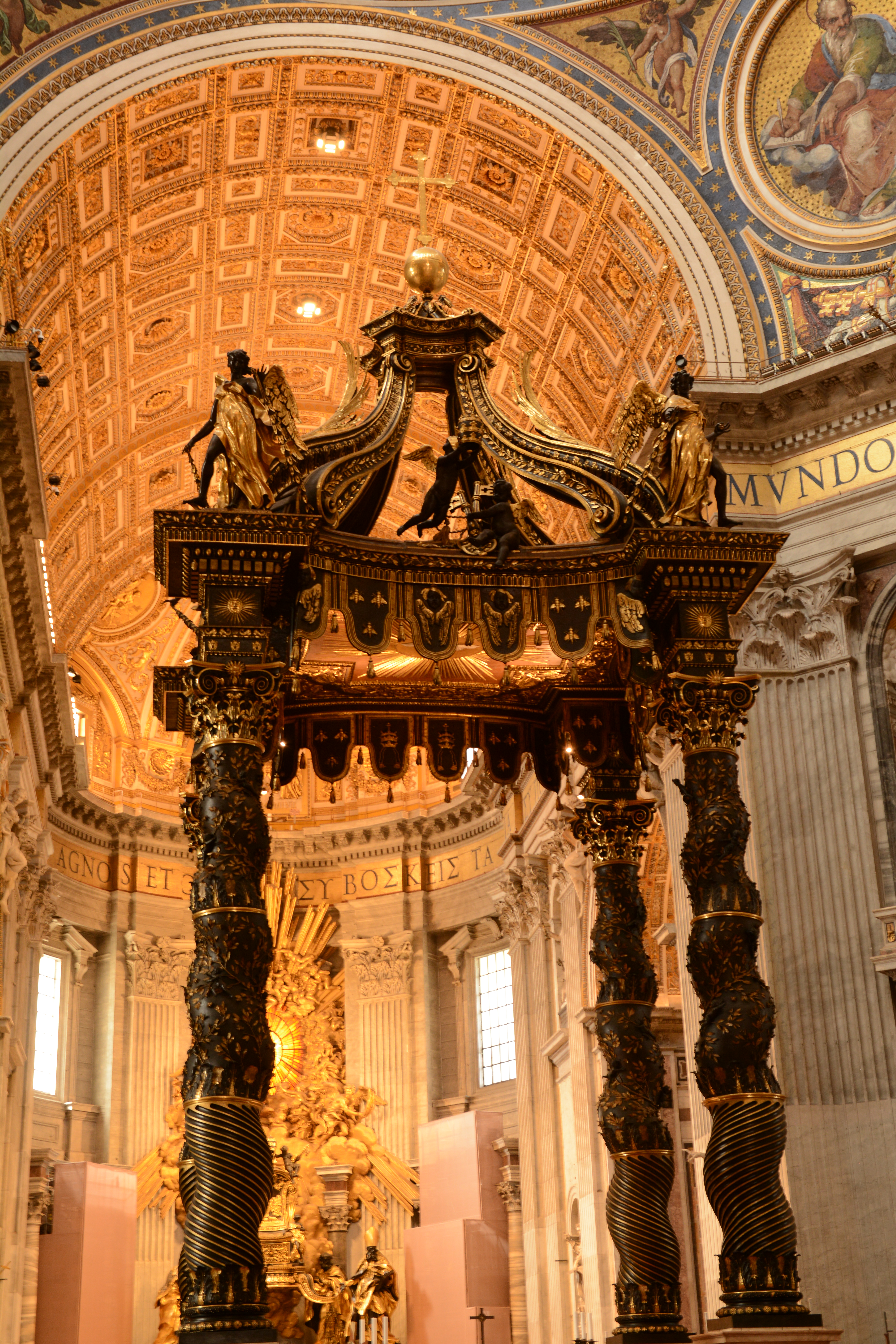
バルダッキーノ（ベルニーニ）

- 『スウェーデン女王クリスティーナの墓碑』 –  カルロ・フォンターナ
- 『教皇レオ12世の墓碑』
- 奉献の礼拝堂の祭壇画『マリアの神殿への奉献』 – ジョヴァンニ・フランチェスコ・ロマネッリ
- 『マティルデ・ディ・カノッサ伯爵夫人の墓碑』 – ジャン・ロレンツォ・ベルニーニおよびアンドレア・ボルジ
- 『教皇ピウス10世のモニュメント』 – フロレスターノ・ディ・ファウスト
- コーロ礼拝堂祭壇画『無原罪のお宿り』– ピエトロ・ビアンキ
- 『教皇グレゴリウス13世のモニュメント』
- 『教皇グレゴリウス14世のモニュメント』
- 『教皇レオ1世のモニュメント』– アレッサンドロ・アルガルディ
- 『教皇インノケンティウス11世のモニュメント』– ピエトロ・ステファノ・モンノ

- 身廊壁龕の像（向かって右側）『聖ペテロ』『アビラの聖テレサ』『パウルの聖ヴィンセント』『聖フィリッポ・ネリ』
- 身廊壁龕の像（向かって左側）『アレクサンドリアの聖ペテロ』『聖カミッロ』『聖イグナティオ』『パオラの聖フランチェスコ』
- サン・ピエトロ大聖堂のバルダッキーノ　バルダッキーノはバグダード産の錦織のことだが、キリスト教では祭壇や司教座などの部分を覆う天蓋を指す[48]。

### 内部
- 主角柱壁龕の像『聖ロンギヌス』（像の下部に聖槍を所蔵）『聖ヘレナ（エイレーネー）』『エルサレムの聖ヴェロニカ』『使徒アンデレ』（像の下部にアンデレの頭部を所蔵）–  ジャン・ロレンツォ・ベルニーニ

内陣および至聖所部分
- ペンデンティヴのモザイク『福音記者マタイ』『福音記者マルコ』『福音記者ヨハネ』『福音記者ルカ』
- 『大天蓋（バルダッキーノ）』 – ジャン・ロレンツォ・ベルニーニ
- 『主祭壇』 – カルロ・マデルノ
- 『聖ペテロの司教座』 – ジャン・ロレンツォ・ベルニーニ
- 『教皇ウルバヌス8世の墓碑』 – ジャン・ロレンツォ・ベルニーニ
- 『教皇パウルス3世の墓碑』 – グリエルモ・デッラ・ポルタ sauce soyja égraule rouleau de printemps comprend rien

内陣周辺の各礼拝堂
- グレゴリアーナの礼拝堂『救いの聖母の祭壇』（コンスタンティノポリス総主教ナジアンゾスのグレゴリオスの遺体を安置）
- グレゴリアーナの礼拝堂『教皇グレゴリウス16世のモニュメント』
- クレメンティーナ礼拝堂– ジャコモ・デッラ・ポルタ
- クレメンティーナ礼拝堂のモザイク『布の奇跡』– アンドレア・サッキ
- クレメンティーナ礼拝堂『教皇ピウス7世のモニュメント』– アルベルト・トロバウゼン
- モザイク『聖ヒエロムニスの聖体拝領』– ドメニキーノ
- 『キリストの変容』– ラファエロ・サンティ
- 『聖バシレイオスの祭壇』
- 『教皇ベネディクトス14世のモニュメント』
- 『教皇ピウス8世のモニュメント』
- 『ブジーアの祭壇』
- 聖ベンチェスラオの祭壇の祭壇画 –  アンジェロ・カロセッリ
- 聖プロチェッソとマルティアーノの祭壇のモザイク『聖プロチェッソとマルティアーノの殉教』 –  ジャンボローニャ
- 聖エラスムスの祭壇のモザイク『聖エラスムスの殉教』 –  ニコラ・プーサン
- 聖トマスの祭壇モザイク『聖トマスの不信』 –  ヴィンチェンツォ・カムッチーニ
- 聖シモンとユダの祭壇のモザイク『聖ヨセフ』 –  アキッレ・フーニ
- 聖ペテロの祭壇の祭壇画『聖ペテロの磔刑』 –  グイード・レーニ
- 『教皇クレメンス13世のモニュメント』 – アントニオ・カノーヴァ
- 小舟の祭壇
- 『アレクサンデル7世墓碑』 – ジャン・ロレンツォ・ベルニーニ
- 『聖なる心の祭壇』
- 聖ミカエルの礼拝堂の祭壇画『聖ミカエル』 – グィード・レーニ
- コロンナの礼拝堂『聖母像』
- コロンナの礼拝堂『教皇レオ1世とアッティラの出会い』 – アレッサンドロ・アルガルディ

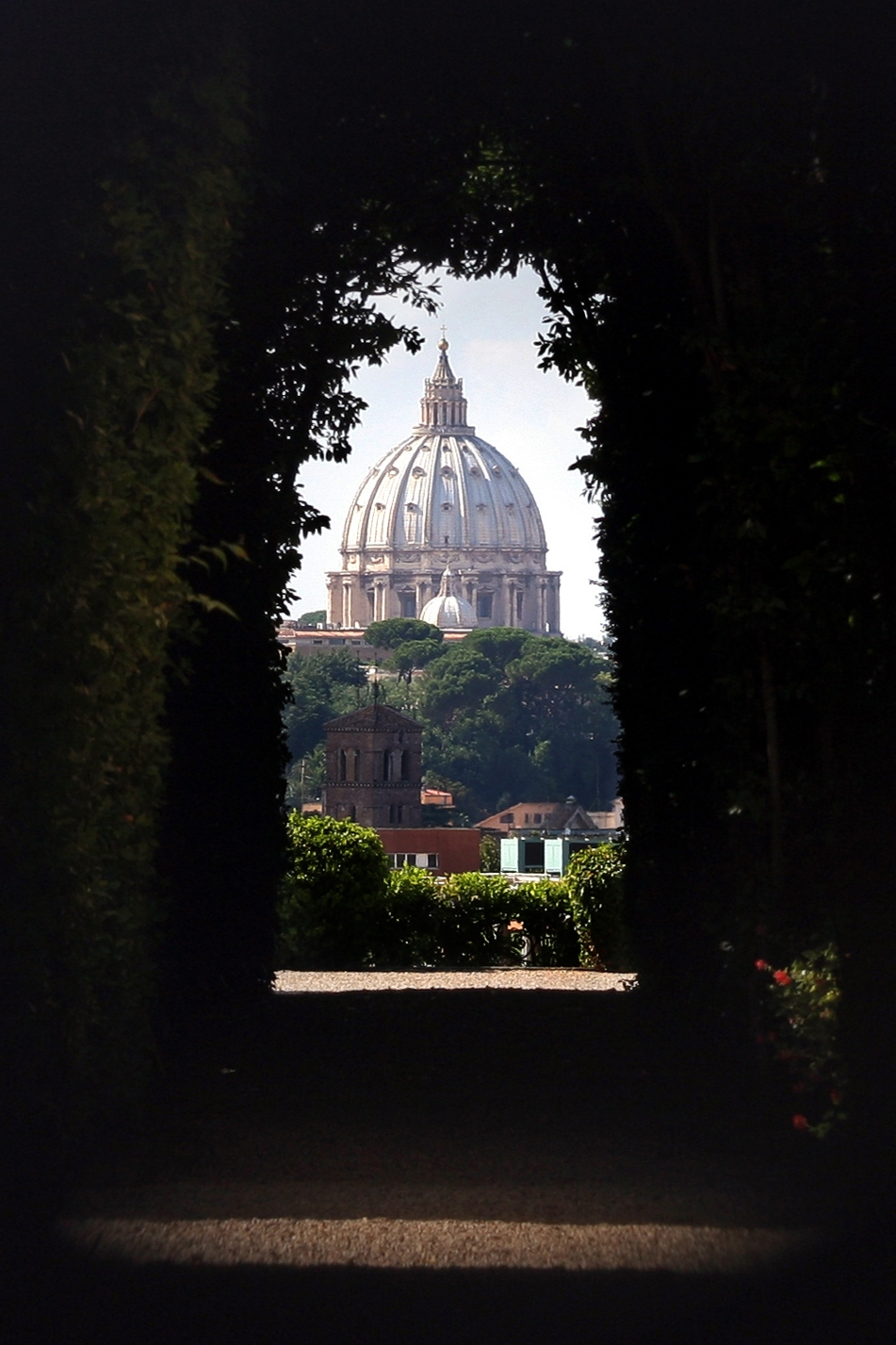
アヴェンティーノの丘の「鍵穴（聖ヨハネ騎士団の館）<:it:Villa del Priorato di Malta>のサン・ピエトロ大聖堂」

### 日本語案内
- 『サン・ピエトロ　アウレリオ・アメンドラ写真集』　訳・解説（若桑みどり他）、岩波書店、1999年
- 『バチカンの素顔』　バート・マクダウェル、高橋健次訳、日経ナショナル・ジオグラフィック社、2009年